# Descurainia gilva
Descurainia gilva är en korsblommig växtart som beskrevs av Eric R.Svensson Sventenius. Descurainia gilva ingår i släktet stillfrön, och familjen korsblommiga växter. Inga underarter finns listade i Catalogue of Life.

## Bildgalleri

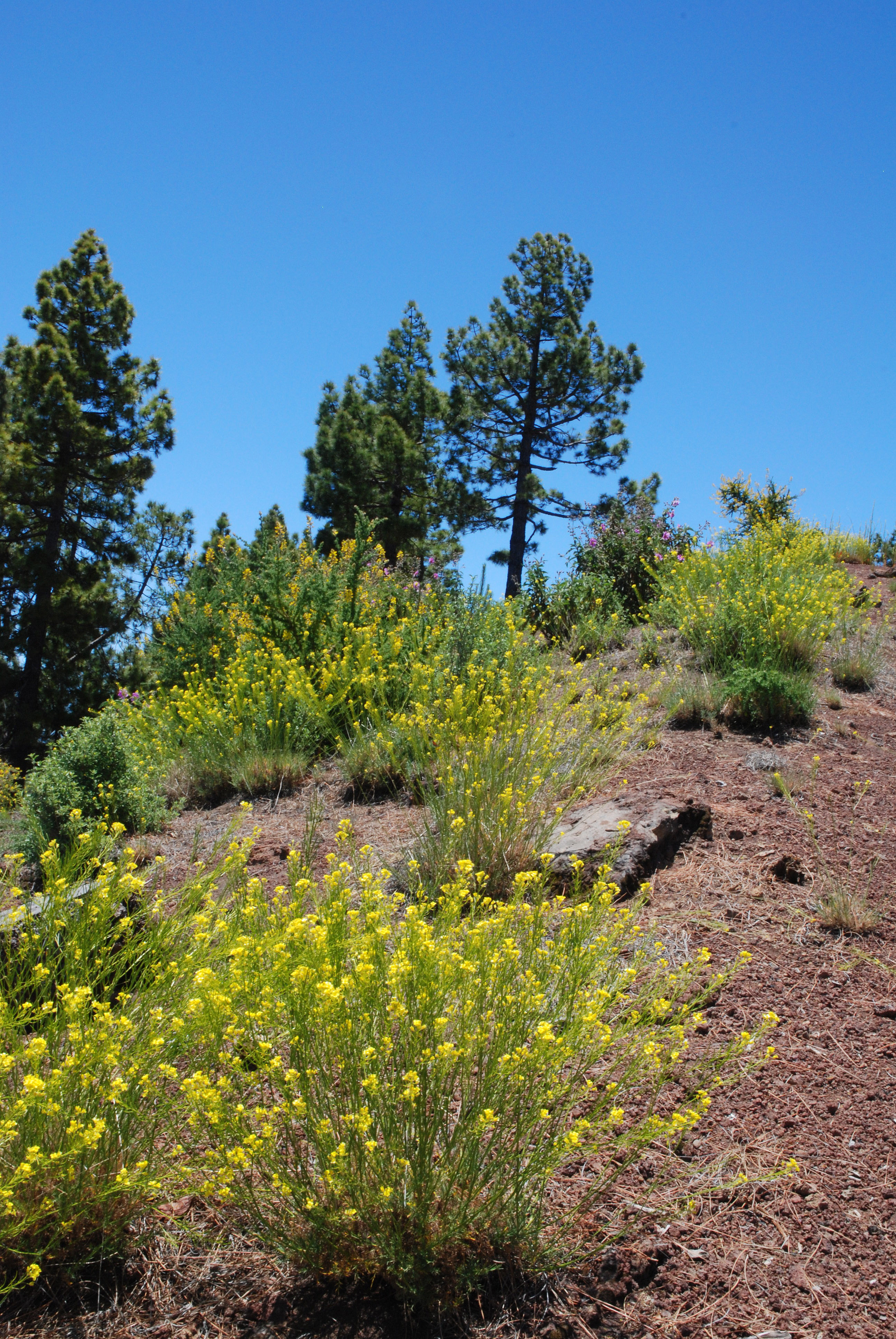